# アスリート〜すべての挑戦者に捧ぐ
『アスリート〜すべての挑戦者に捧ぐ』（アスリート すべてのちょうせんしゃにささぐ）は、2000年4月19日から2001年3月30日までテレビ東京系列局で放送されていたテレビ東京製作のスポーツドキュメンタリー番組である。

## 概要
毎回スポーツ界で活躍する選手やチームにスポットライトを当て、彼らのチャレンジスピリットを香川照之の語りで紹介していた番組である。当初は帝人の一社提供で放送されていたが、後に帝人をメインスポンサーとする複数社提供へと移行した。

## 放送時間
- 水曜 22:00 - 22:28 （2000年4月19日 - 2000年9月27日）
- 金曜 22:27 - 22:54 （2000年10月20日 - 2001年3月30日）